# أسد أباد (سنبل أباد)
أسد أباد (بالفارسية: اسدآباد) هي قرية تقع في إيران في قسم سنبل أباد الریفي. يقدر عدد سكانها بـ 147 نسمة .